# Skąpomocz
Skąpomocz (łac. oliguria) – zmniejszenie ilości moczu dobowego poniżej 400–500 ml u dorosłych (przy wzroście 170 cm i wadze 70 kg). Odpowiednio u niemowląt poniżej 1 ml/kg/h oraz u większych dzieci 0,5 ml/kg/h. Spadek ilości moczu poniżej 100 ml/dobę określa się mianem bezmoczu (anuria).
Zmniejszenie diurezy występuje:
- u osób gorączkujących
- w przypadkach nadmiernej utraty wody w wyniku uporczywych biegunek, wymiotów, zlewnych potów
- w ostrej niewydolności nerek, w ostrym kłębuszkowym zapaleniu nerek, w schyłkowej mocznicy, w wodonerczu i innych przypadkach znacznego utrudnienia odpływu z dróg moczowych.